# Silvan Shalom
Zion Silvan Shalom, född 4 augusti 1958 i Gabes, Tunisien, är en israelisk jurist och politiker för partiet Likud.

## Biografi
Shalom föddes i en familj som spårade sina rötter till den sefardiska dynastin Beit Shalom. Hans familj flyttade till Israel 1959 och bosatte sig i staden Beersheba i Negev. I november 1964 när Shalom var sex år gammal, dödades hans far, Shimon Shalom, en bankdirektör och medlem av Betarrörelsen, under ett bankrån. Mordet blev känt som det första i ett bankrån i den unga staten Israels historia. Vid 18 års ålder inkallades Shalom till den israeliska försvarsmakten (IDF) och avancerade till sergeants grad.
Efter att ha avslutat sin tjänst i IDF, började Shalom studera vid Ben-Gurion universitetet i Negev i Beersheba, där han avlade en BA-examen i ekonomi och fick certifiering som auktoriserad revisor. Under tiden vid universitetet valdes Shalom till ordförande för universitetets studentkåren och senare som vice ordförande i den nationella studentunionen. Han studerade senare vid Tel Aviv University, där han tog en juristexamen samt en magisterexamen i offentlig politik.
Shalom började sin yrkeskarriär som journalist för tidningen Yedioth Aharonoth under tiden för arbetet med sin kandidatexamen. Därefter började han arbeta på tidningen Rosh Berosh och i Negevs lokala tidning. År 1980 flyttade han till Tel Aviv och började arbeta på den numera nedlagda dagstidningen Hadashot. År 1984 fick han som huvuduppgift att vara politisk och ekonomisk korrespondent.

## Politisk karriär
År 1985 utsågs Shalom som rådgivare till finansministern, Yitzhak Moda'i, som senare utsågs till justitieminister. Vid 31 års ålder blev han generaldirektör för Energidepartementet och två år senare, 1990, utsågs han till generaldirektör för Israel Electric Corporation.
År 1992 kom Shalom på 34:e på Likuds lista till det 13:e Knesset, men partiet fick endast 33 platser i valet. När förre försvarsminister Moshe Arens avgick, efterträdde dock Shalom honom som en MK. Efter valet 1996, blev Shalom, som vann den 18:e platsen i sammanställningen av Likud och två andra konservativa partier, vice försvarsminister till Yitzhak Mordechai. En av hans största framgångar var att möjliggöra för Hareidijudar att tjänstgöra i armén, något som de hade varit undantagna från i årtionden. Hareidibataljonen "Netzah Yehuda", bildades i februari 1999.
Shalom blev tvåa efter Netanyahu i partiledningen i slutet av 2005 och fick den andra platsen på Likudlistan till det allmänna valet 2006 och sjunde platsen på partiets lista för valet 2009.
Som energiminister ledde Shalom en israelisk delegation till Abu Dhabi för förnybar energi i januari 2014. Besöket var kontroversiellt, eftersom Förenade Arabemiraten inte upprätthåller diplomatiska förbindelser med Israel och inga israeliska ledarna hade besökt landet sedan mordet på Mahmoud al-Mabhouh 2010.
Efter valet 2015 utsågs Shalom till inrikesminister och vice premiärminister. Han avgick dock den 24 december 2015 till följd anklagelser om sexuella trakasserier framförda av 11 kvinnor.